# 프리양카 간디
프리양카 간디(영어: Priyanka Gandhi, 1972년 1월 12일 ~ )는 인도의 정치인이다. 현재 전인도회의기구 동우타르프라데시 서기장이며, 일전에 라지브 간디 재단의 이사직을 맡은 바 있다. 그는 라지브 간디와 소냐 간디의 딸이자 라훌 간디의 여동생이며, 페로제 간디와 인디라 간디의 손녀로서 네루-간디 가문의 중요한 인물 중 하나이다.